# Sistem de fișiere distribuit
În informatică, un sistem de fișiere distribuit sau un sistem de fișiere în rețea este orice sistem de fișiere care permite accesul la fișiere aflate în locații multiple dintr-o rețea de calculatoare. Acest lucru face posibil pentru utilizatorii de pe mai multe calculatoare să partajeze simultan fișierele și celelalte resurse de stocare, în cadrul unui sistem de tip "client-server".
Nodurile client nu au acces direct la dispozitivul de stocare a informației, ci interacționează cu el prin intermediul rețelei (de obicei prin Internet), folosind un anume protocol. Acest lucru face posibilă și reglementarea accesului la sistemul de fișiere distribuit, în funcție de listele de acces sau de capacitățile serverelor și clienților, în funcție și de protocolul de acces folosit.